# Dewinteria
Dewinteria, monotipski biljni iz porodice sezamovki. Jedina vrsta je D. petrophila, afrički endem koji raste po pukotinama granitnih litica, od 800 pa do 1700 metara visine, na planinama Otjihipa i susjednim masivima u Kaokoveldu u Namibiji. 

## Etimologija
Ime roda dano je u čast južnoafričkog botaničara Bernarda de Wintera umirovljenog direktora bivšeg Instituta za botanička istraživanja u Pretoriji, koji je ovu biljku prvi prikupio s Ottom Leistnerom još 1957. godine. Na afrikaansu je poznata kao Kaokoveld klipblom.

## Opis
Dewinteria petrophila je izvanredna po svom nevjerojatnom razmnožavanju na liticama. Osim što proizvodi normalno lišće, plodove i vjetrom raspršeno sjeme, također proizvodi mekane, nitaste grane iz baze svojih stabljika koje ulaze u pukotine stijena i nose male, samooplođene cvjetove, kapsule u obliku srca. Dewinteria petrophila je meka, zdepasta do povučena višegodišnja zeljasta biljka s glavnom granom do 200 x 3 – 4 mm, koja pada s litica. Većina dijelova biljke ima sluzne žlijezde. Baza stabljike je malo nabrekla (donekle jajolika i promjera do 5 mm) i stisnuta u pukotinama stijena. Korijenje je vlaknasto. Male, nitaste grančice (do 200 mm duge) rastu iz baze glavne grane, daleko od izvora svjetlosti, ulazeći u pukotine.
Kada stabljike rastu dalje od izvora svjetlosti, to se naziva negativni fototropizam. Sivozeleno lišće na glavnoj grani, s peteljkama dugim 20 – 60 mm, polusukulentno, nasuprotno (internodije 8 – 14 mm), do 40 x 55 mm i široko srcolikog do bubrežastog oblika s grubim zupcima na glavi margine. Pri dnu lisnih peteljki biljka ima žlijezde nektare poznate kao ekstracvjetni nektarij.
Male, nitaste grane pri dnu glavne grane također nose listove koji su mali, cjeloviti i jajoliki, 2 – 4 x 0,6 – 1,7 mm, s peteljkama dugim 3 – 4 mm. Ove grane daju male, samooplodne cvjetove (2 mm duge), manje, spljoštene srcolike kapsule, 5 – 8 x 4,0 – 5,5 mm i proizvode manje, ali veće sjemenke, 2,5 – 3,0 mm duge. Ove filiformne grane su jednogodišnje i obično odumiru nakon ploda.
Normalni cvjetovi na nadzemnim stabljikama Dewinteria petrophila stvaraju se u pazušcima (osnova peteljke lista), uočljivi su, trubastog oblika, dugi 30 – 70 mm, krem boje do blijedožute i ljubičaste u grlu i cijevi. Cvjetna stabljika (drška) duga je oko 1,2 – 4,0 mm. Čaška je 5-režnjevita, izduženo trokutasta i do 3 mm duga. Cvijet (corolla) završava s 5 široko jajolikih režnjeva, od kojih je donji par nešto veći, a pri dnu je malo natečen i rijetko prekriven sluzavim žlijezdama. Četiri prašnika dugačka su do 12 mm. Kapsule su duge 18 – 25 mm, kopljaste, sužene u zakrivljeni vrh i spljoštene. Kapsule sadrže mnogo smeđih, štapićastih, do 2 mm dugih sjemenki.

## Status zaštite
Dewinteria je endemična za Kaokoveld centar endemizma, sušno područje u sjeverozapadnoj Namibiji i susjednoj jugozapadnoj Angoli. Lokalno ga ima u izobilju i dobro je zaštićen svojim staništem na liticama.

## Rasprostranjenost i stanište
Dewinteria petrophila raste u pukotinama granitnih stijena sa svih strana, s nadmorske visine od oko 800 – 1700 m. Međutim, izraženiji je na južnim stranama koje su hladnije i zadržavaju vlagu dulje vrijeme. Obično se nalazi na planini Otjihipa i susjednim planinskim lancima.

## Ekologija
Biljka cvjeta uglavnom tijekom ljeta i jeseni, ali sporadično u drugim razdobljima godine, oprašuju ga kukci, a sjeme se raznosi vjetrom. Biljka raste u granitnim pukotinama, uglavnom vani ili na liticama i stijenama. Baza stabljike je malo nabrekla i dobro uvučena u pukotine.
Ima izvanredne dvostruke strategije proizvodnje i širenja sjemena, koje djeluju kao rezerva ili polica osiguranja osiguravajući njegov dugoročni opstanak. Osim normalnog sjemena raspršenog vjetrom, biljke razvijaju grane nalik na niti koje također proizvode sjeme koje se zakopa duboko u tamne pukotine (autokorija). Ako matična biljka umre, veće sjemenke njezinih kloniranih potomaka, već su duboko zakopane u pukotini, trebale bi proklijati i izrasti u normalne biljke, zamjenjujući matičnu biljku i tako nastaviti rast kada se uvjeti poprave.
Jedina razlika između dvije vrste plodova je u tome što normalno sjeme nastaje nakon unakrsnog oprašivanja iz susjednih populacija (out-crossing), dok su sjemenke čahure s pukotinama rezultat samooprašivanja, dakle identične genima matične biljke.

## Uzgoj vrsteDewinteria petrophila
Dewinteria petrophila najbolje se razmnožava iz sjemena. Sije se u kasno proljeće u pjeskovitu smjesu i tretira fungicidom. Ako se uzgaja u vlažnom području izvan tropskih krajeva, najbolje ju je saditi u stakleniku u kontroliranim uvjetima.

## Sinonimi
- Rogeria petrophila De Winter